# San Adrián del Valle
San Adrián del Valle település Spanyolországban, León tartományban. Lakosainak száma 84 fő (2024).

## Földrajza
San Adrián del Valle Pozuelo del Páramo, La Antigua, Matilla de Arzón, Pobladura del Valle és Maire de Castroponce községekkel határos.

## Népesség
A település lakosságának változását az alábbi diagram mutatja:
| Lakosok száma | 151  | 135  | 126  | 135  | 123  | 107  | 105  | 103  | 100  | 84   |
|               | 2001 | 2004 | 2007 | 2009 | 2012 | 2014 | 2017 | 2019 | 2022 | 2024 |